# Арисейг (залив)
А́рисейг (Саунд-оф-Арисейг; англ. Sound of Arisaig) — залив восточной части Гебридского моря, вдается в западное побережье Шотландии (Великобритания) между полуостровами Мойдарт и Арисейг на юго-западе территории округа Хайленд. Восточная часть залива разделяется полуостровом Ардниш на две бухты: Лох-нан-Уав (к северо-востоку) и более узкую — Лох-Алорт (наиболее далеко врезающуюся вглубь суши). Есть множество относительно небольших островов, большая часть которых сконцентрирована группами в прибрежной зоне акватории. Впадают реки: Бисдейл, Борродейл, Айрин.